# Bolivisión
Bolivisión es un canal de televisión abierta boliviano que fue lanzado en septiembre de 1985. Fue fundado por Ernesto Asbún y actualmente es propiedad de Albavisión, sus estudios se encuentran instalados en un centro comercial en La Paz, Bolivia.

## Historia

### Antecedentes

#### Galavisión y América Televisión
En 1984 nace Galavisión, canal 4 de Santa Cruz de la Sierra, su programación estaba compuesta principalmente por enlatados para una audiencia elitista, cuya vertente principal era el entretenimiento.
El 1 de septiembre de 1985, fue lanzado América Televisión, un canal de televisión abierta propiedad del Banco Mercantil. Con sus estudios en el Edificio Batallón Colorados, la estación se convirtió en uno de los primeros canales privados de Bolivia. El 3 de noviembre de ese año sus emisiones se convierten en regulares, propiedad de Miguel Dueri. Con emisiones de 6 horas de duración en sus primeros 2 años de emisión, sus horarios de transmisión aumentaron progresivamente hasta las 18 horas diarias. América Televisión (sin relación con el canal peruano del mismo nombre) fue la primera red privada del país en emitir vía satélite en 1994 y fue una de las primeras en llegar a las 9 capitales de departamento de La Paz.

#### Asociación Boliviana de Canales
En 1995, Raúl Garafulic (dueño de la Red ATB) terminó el contrato que tenía con TeleOriente y dejó de emitir en el canal 9 de Santa Cruz. 
Tras el final de la sociedad, Raul Garafulic compró el canal 5 de Santa Cruz, que era parte de la Asociación Boliviana de Canales (ABC). Por lo tanto ABC, dejó de existir, todas las repetidoras restantes de la red ABC se escindieron y posteriormente fueron vendidas a Ernesto Asbún (dueño del Lloyd Aéreo Boliviano), quien había comprado el Canal 4 de Santa Cruz, Galavisión.
Ernesto Asbún compró Galavisión con la intención de formar una cadena de emisoras. Al hacerlo, la red CDT cesó sus emisiones en ese mismo canal. 

#### Bolivisión (primera etapa)
En 1996, un grupo de empresarios fundan Boliviana de Televisión, con Telesistema Boliviano de La Paz, Antena Uno Canal 6 de Cochabamba, Canal 4 Galavisión de Santa Cruz y entre otros medios televisivos del interior del país. Posteriormente Asbún se asoció con Carlos Cardona para formar Bolivisión en el canal 2 de La Paz. La sociedad duró un año y medio, disolviéndose así la Red CDT. En 1997 y con la compra de Telesistema Boliviano, por parte de Unitel, Bolivisión quedó sin canal en La Paz.

### Inicio de operaciones
Fue el 17 de julio de 1997 que Bolivisión se vuelve a refundar, y en septiembre del mismo año volvió al aire en La Paz a través de canal 5 VHF. El canal adquirió los derechos para emitir los partidos de las Eliminatorias de Francia '98. Más tarde, el miércoles 26 de noviembre se expandió por la misma sintonía en Oruro, emitiendo el partido Bolivar vs. Wilstermann en vivo a las 19:00. Posteriormente, la emisora trasladó sus estudios al cuarto piso del Shopping Norte de La Paz. Bolivisión anteriormente emitía eventos deportivos como la NBA que presentaba las tardes de domingo.

### Nuevo siglo y primera crisis financiera
Ernesto Asbún, su propietario, también era dueño del Lloyd Aéreo Boliviano que pasaba una dura crisis económica. El gerente general hasta un buen tiempo era exactamente el destacado periodista de Cochabamba y dirigente del Club Deportivo Jorge Wilstermann Mauricio "El Patato" Méndez Roca, quien ejerció como gerente de la red hasta la venta a Albavisión. 

### Nueva etapa con Albavisión
Una vez que el LAB quebró y ante el juicio que se le venía, Asbún vendió Bolivisión al mexicano Remigio Ángel González, propietario del conglomerado mediático Albavisión. Debido a la adquisición, a partir de 2007, la programación del canal empezó a componerse de telenovelas mexicanas y brasileñas de Televisa y TV Globo, respectivamente. Toda producción nacional que no fuera el noticiero se fue apagando.
En 2012 fue el canal encargado de realizar el concurso internacional América celebra a Chespirito de Televisa. A partir de 2010 hasta 2024, su programación en mayoría en los días hábiles son telenovelas producidas por Televisa.
El acuerdo con Televisa finalizó en octubre de 2024, cuando dejó de emitirse las telenovelas de la misma, así como La rosa de Guadalupe, Como dice el dicho. En 2025, se firmó un acuerdo con Red Uno de Bolivia, impidiendo así un probable regreso de El Chavo del 8.

## Estaciones y redes
Las siguientes estaciones transmiten la programación de la red:  
| Ciudad                  | Canal | Canal digital | Propietario               | Notas                                                               |
| ----------------------- | ----- | ------------- | ------------------------- | ------------------------------------------------------------------- |
| La Paz                  | 5     | 5.1 (33 UHF)  | Antena Uno Canal 6 S.R.L. | Estación oficial de Bolivisión, (ex-afiliado de América Televisión) |
| Santa Cruz de la Sierra | 4     | 4.1 (28 UHF)  | Galavisión S.R.L.         | Estación oficial de Bolivisión, (ex-afiliado de Galavisión)         |
| Cochabamba              | 5     | 5.1 (34 UHF)  | Antena Uno Canal 6 S.R.L. | Estación oficial de Bolivisión                                      |
| Trinidad, Beni          | 2     | Ninguno       | Antena Uno Canal 6 S.R.L. | Afiliado                                                            |
| Sucre                   | 9     | Ninguno       | Antena Uno Canal 6 S.R.L. | Afiliado                                                            |
| Oruro                   | 5     | Ninguno       | Antena Uno Canal 6 S.R.L. | Estación oficial de Bolivisión                                      |
| Cobija, Pando           | 9     | Ninguno       | Antena Uno Canal 6 S.R.L. | Estación oficial de Bolivisión                                      |
| Potosí                  | 5     | Ninguno       | Antena Uno Canal 6 S.R.L. | Afiliado                                                            |
| Tarija                  | 4     | Ninguno       | Antena Uno Canal 6 S.R.L. | Afiliado                                                            |
| Montero                 | 3     | Ninguno       | Antena Uno Canal 6 S.R.L. | Repetidora                                                          |
| Warnes                  | 33    | Ninguno       | Antena Uno Canal 6 S.R.L. | Estación oficial de Bolivisión                                      |

## Polémica

### Polémica con Ley de Telecomunicaciones de 2011
El canal incumple la Ley de Telecomunicaciones  promulgada el 8 de agosto de 2011 durante el gobierno de Evo Morales, señalando que 25% de la conformación propietaria de la televisión puede ser extranjera. Siendo repudiado por fuerzas políticas de oposición a la anterior gestión. Sin embargo, no hubo respuesta final a dicho problema.

### Escándalo de publicidad gubernamental
La exministra de Comunicación Isabel Fernández Suárez, informó de que 57 millones de bolivianos entre 2017 y 2019 de gasto público por publicidad gubernamental del gobierno de Evo Morales se destinó a Bolivisión, como parte del gasto total de 1.718 millones de bolivianos entre 2011 y 2019 a todos los medios de comunicación.